# Корвонгузар
Корвонгузар (тадж. Корвонгузар, до марта 2022 г. — Джултерак) — село в Нурафшонском сельском джамоате Лахшского района. Расстояние от села до центра района — 5 км, до центра джамоата — 2 км. Население — 1052 человек (2017 г.; 236 домохозяйств,  1052 человек — 2014 г.), таджики.

## Этимология
Слово корвонгузар с таджикского означает караванный путь.